# Мелвил (езеро)
Езеро Мелвил (на английски: Lake Melville) е второто по големина езеро в провинция Нюфаундленд и Лабрадор. Площта само на водното огледало е 3005 км2, а заедно с островите в него – 3069 км2, която му отрежда 18-о място сред езерата на Канада. Разположено е на морското равнище.
Езерото се намира в източната част на п-ов Лабрадор, като е свързано с тесен проток със залива Хамилтън на източното крайбрежие на полуострова. В западната част на езерото има два дълги ръкава – Гранд Лейк и Гус Бей, а в източната – залива Бакуей, като общата дължина на езерото достига 223 км, а максималната му ширина 38 км. В източната част се намира остров Хенриета. Дължината на бреговата линия е 528 км, максималната му дълбочина – 256 м, а обемът му – 313 км3.
В езерото се вливат няколко големи реки: Чърчил (Хамилтън) и Гус в югозападната част, Кенаму – в южната и Наскуни – в северната. На брега на езерото са разположени три населени пункта: Хепи Вали-Гус Бей и Норт Уест Ривър на западните брегове и Риголет – в най-североизточната част на езерото, на изхода към залива Хамилтън. По време на Втората световна война в Гус Бей е построена и функционира голяма военновъздушна база. От Гус Бей до Риголет и от там до пунктове по източното крайбрежие на полуостров Лабрадор има фериботна връзка.
Езерото Мелвил е открито в края на XVIII в. и е кръстено в чест на британския политик Хенри Дъндас, 1-ви виконт Мелвил (1742-1811), а през 1895 г. за първи път е извършено детайлно топографско заснемане и картиране от канадския топограф Албърт Питър Лоу.